# Serixia andamanica
Serixia andamanica là một loài bọ cánh cứng trong họ Cerambycidae.